# The Hatton Garden Job
The Hatton Garden Job és una pel·lícula policial britànica del 2017. És una dramatització del robatori de l'abril de 2015 a la Hatton Garden Safe Deposit Company, amb seu a la zona de Hatton Garden, al centre de Londres, per part de quatre homes grans, tots lladres experimentats. La pel·lícula va ser dirigida per Ronnie Thompson i és protagonitzada per Larry Lamb, Matthew Goode i Joely Richardson. S'ha doblat i subtitulat al català.